# Anders Huss (ishockeyspelare)
Lars Anders Åke Huss, född 6 april 1964 i Junsele, är en svensk före detta ishockeyspelare. Huss spelade totalt 598 matcher i Elitserien varav de flesta med Brynäs IF där han debuterade 1983. Huss spelade en säsong i Division I med Timrå IK 1995-96 men återvände till Brynäs för ytterligare tre säsonger. Han avslutade karriären med två säsonger i allsvenskan och elitserien med Timrå innan han slutade som spelare 2001. Huss är idag materialförvaltare i Timrå IK. 
Huss var känd som en spelare som alltid gjorde sitt yttersta för laget. Bland Huss meriter finns SM-guld med Brynäs samt VM-guld. Har fått sitt nummer och namn upphissat i taket i Monitor ERP Arena.